# Novate Brianza
Novate Brianza (Nuà in dialetto brianzolo e semplicemente Novate fino al 1863) è una frazione del comune di Merate, in provincia di Lecco.
La frazione è abitata attualmente da circa 1470 persone.

## Geografia fisica

### Territorio

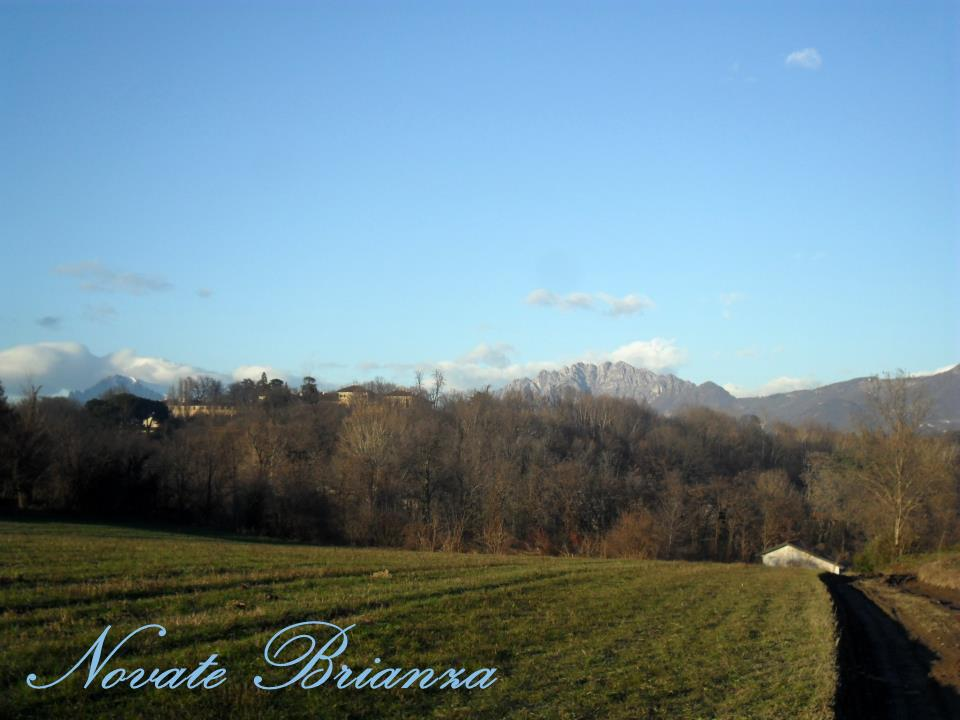
Veduta da Novate Alta

Il territorio su cui si estende Novate Brianza è collocato nella zona centro-orientale del Comune meratese, presso il confine con Robbiate. Si potrebbero distinguere due zone: Novate Alta, quasi completamente ubicata su un'altura (che raggiunge i 325 m s.l.m.), caratterizzata da un esteso centro abitato, e Novate Bassa in parte zona residenziale, in parte agricola ed in parte industriale. 
Numerosa resta comunque la presenza di verde e di campi aperti in tutta la frazione.

### Clima
Il clima è del tutto simile a quello dell'intero Comune meratese, soltanto con qualche lieve variazione di circa 1°/1,5° in meno, sia in inverno che in estate, dovuta soprattutto alla presenza di ampie zone aperte. Nella zona di Novate Bassa, peraltro, frequente è il fenomeno dell'inversione termica.

## Storia

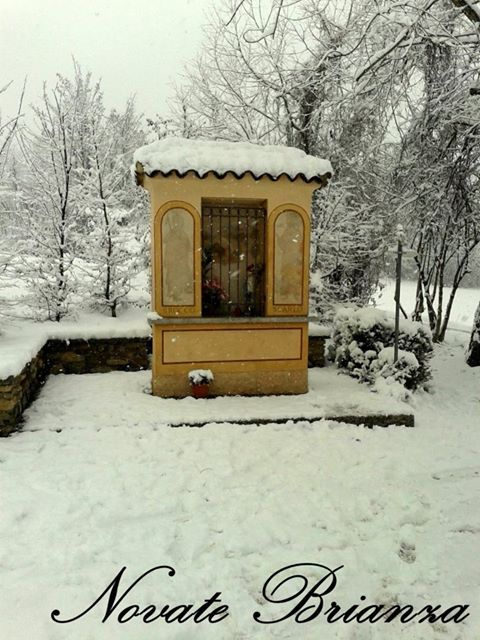
L'edicola di S. Rocco

Registrato agli atti del 1751 come un villaggio milanese di 200 abitanti raggiunse i 254 residenti nel 1771, alla proclamazione del Regno d'Italia nel 1805 Novate risultava avere 241 residenti. Nel 1809 un regio decreto di Napoleone determinò la prima soppressione dell'autonomia municipale per annessione a Merate, ma il Comune di Novate fu poi ripristinato con il ritorno degli austriaci. L'abitato crebbe poi discretamente, tanto che nel 1853 risultò essere popolato da 416 anime.
In seguito all'unione temporanea delle province lombarde al regno di Sardegna, in base al compartimento territoriale stabilito con la legge 23 ottobre 1859, il Comune di Novate con 415 abitanti, retto da un consiglio di quindici membri e da una giunta di due membri, fu incluso nel mandamento III di Brivio, circondario III di Lecco, provincia di Como. 
Alla costituzione nel 1861 del Regno d'Italia, il Comune aveva una popolazione residente di 407 abitanti (Censimento 1861). Sino al 1863 il comune mantenne la denominazione di Novate e successivamente a tale data assunse la denominazione di Novate Brianza (R.D. 8 febbraio 1863, n. 1192). Nel 1924 il Comune risultava incluso nel circondario di Lecco della provincia di Como e, in seguito alla riforma dell'ordinamento comunale disposta nel 1926, fu amministrato da un podestà. Infine, nel 1927 venne definitivamente aggregato al comune di Merate (R.D. 8 maggio 1927, n. 769).
Popolazione residente nel Comune di Novate Brianza nel cinquantennio 1871 - 1921
- abitanti 396 (Censimento 1871)
- abitanti 453 (Censimento 1881)
- abitanti 544 (Censimento 1901)
- abitanti 597 (Censimento 1911)
- abitanti 605 (Censimento 1921)

## Monumenti e luoghi d'interesse
- Novate Brianza dispone di due chiese. Una più piccola e antica, chiesa parrocchiale dal 1593 (anno di fondazione della parrocchia di S. Stefano in Novate Brianza) al 1993 e l'altra, più moderna e attualmente chiesa parrocchiale, attigua alla sede dell'oratorio, all'abitazione del parroco e alla segreteria parrocchiale.

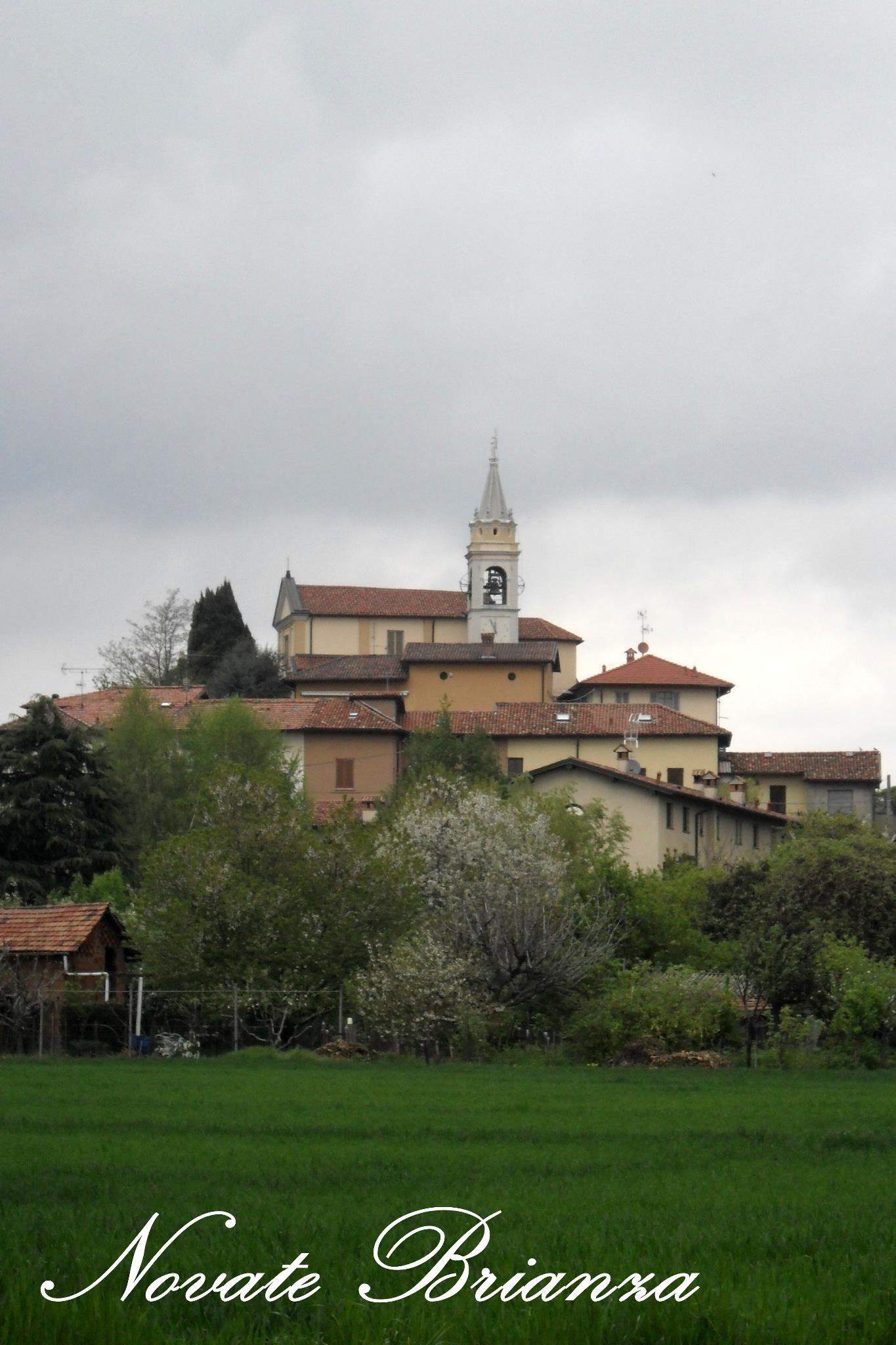
L'antica chiesa di S. Stefano

Costruita sulle fondamenta di un'antica struttura duecentesca, la chiesa di Santo Stefano è posta su una collinetta. Aperta in casi rari, specie per matrimoni, ospita antichi e preziosi affreschi e opere scultoree di un certo prestigio.

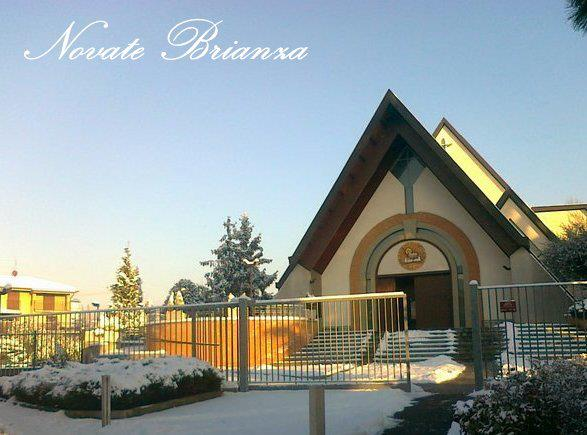
La chiesa parrocchiale di Novate Brianza

L'attuale chiesa parrocchiale (chiesa parrocchiale Madonna della Pace), fortemente voluta dal parroco don Angelo Cazzaniga (scomparso nel 2005), fu costruita a partire dal 1991 e consacrata il 29 agosto del 1993 dal cardinale Carlo Maria Martini. Ha una struttura a capanna in legno lamellare in stile alpino e, come pregio architettonico, sebbene strutturata in stile gotico, è caratterizzata dall'evolvere in un unico vaso. La forma prettamente triangolare innalza virtualmente le anime dei fedeli a Dio, riflette le mani giunte in preghiera e riprende, curiosamente, le conformità aguzze del Resegone visibile in lontananza alle spalle dell'edificio religioso. L'interno ospita opere d'arte moderne, pittoriche e scultoree, (realizzate da Trento Longaretti, Titta e Leo Demetz, Achille Collinelli e Gian Callone) e, in parte, arredi antichi. 
- Salendo per Via per Barbiano, si può raggiungere a una zona denominata "Valletta" dove trova ubicazione l'antica edicola di S. Rocco recentemente ristrutturata.
- Situato tra i campi di Novate Alta, abbelliva la zona uno splendido laghetto scomparso improvvisamente e in circostanze ancora oggi non del tutto chiare in una notte del febbraio del 1981.[3]
- Famosi in paese i nomi di alcune antiche cascine, in parte oggi ristrutturate, come la Gattafame o la Ca' dei Monti (anticamente Ca' dei morti).

- Oggetto di studi in tempi recenti è la presunta esistenza di un'antica chiesa parrocchiale di epoca medievale (forse dedicata a san Michele) ubicata nella parte alta del paese. Le ipotesi formulate, sostenute da alcune fonti letterarie antiche, non hanno tuttavia ancora condotto a prove concrete in termini di ubicazione sul territorio della frazione.